# Lehniner Platz
Der Lehniner Platz liegt am südlichen Rand des Berliner Ortsteils Charlottenburg im Bezirk Charlottenburg-Wilmersdorf. Er befindet sich an der Kreuzung des in Ost-West-Richtung verlaufenden Kurfürstendamms mit der Roscher- und der Damaschkestraße im Norden und der Cicerostraße im Süden. Westlich des Lehniner Platzes beginnt der Ortsteil Halensee und die Südseite des Platzes gehört zum Ortsteil Wilmersdorf.
Der Lehniner Platz wurde vor 1893 nach dem Ort Lehnin im brandenburgischen Landkreis Potsdam-Mittelmark benannt. Sowohl architektonisch als auch kulturell bedeutend ist das Theater der Schaubühne am Lehniner Platz an der Südseite des Platzes, das ein Teil des denkmalgeschützten WOGA-Komplexes am Lehniner Platz ist.
Auf dem Platz befindet sich eine Bushaltestelle der BVG mit gleichem Namen, an der unter anderem die Omnibuslinien M19 und M29 verkehren. Seit der Neugestaltung gibt es eine Boule-Bahn und einen Brunnen, der Elemente der gegenüberliegenden Schaubühne von Erich Mendelsohn aufgreift.
Der nördliche Platzteil wurde nach Plänen des Berliner Landschaftsarchitekturbüros Häfner/Jiménez ab 2011 umgestaltet und im Mai 2012 zur Nutzung freigegeben. Nach mehrjähriger Bauzeit eröffnete 2023 der Pavillon mit Café unter dem Namen „food & drink am 3eck“.

Galerie
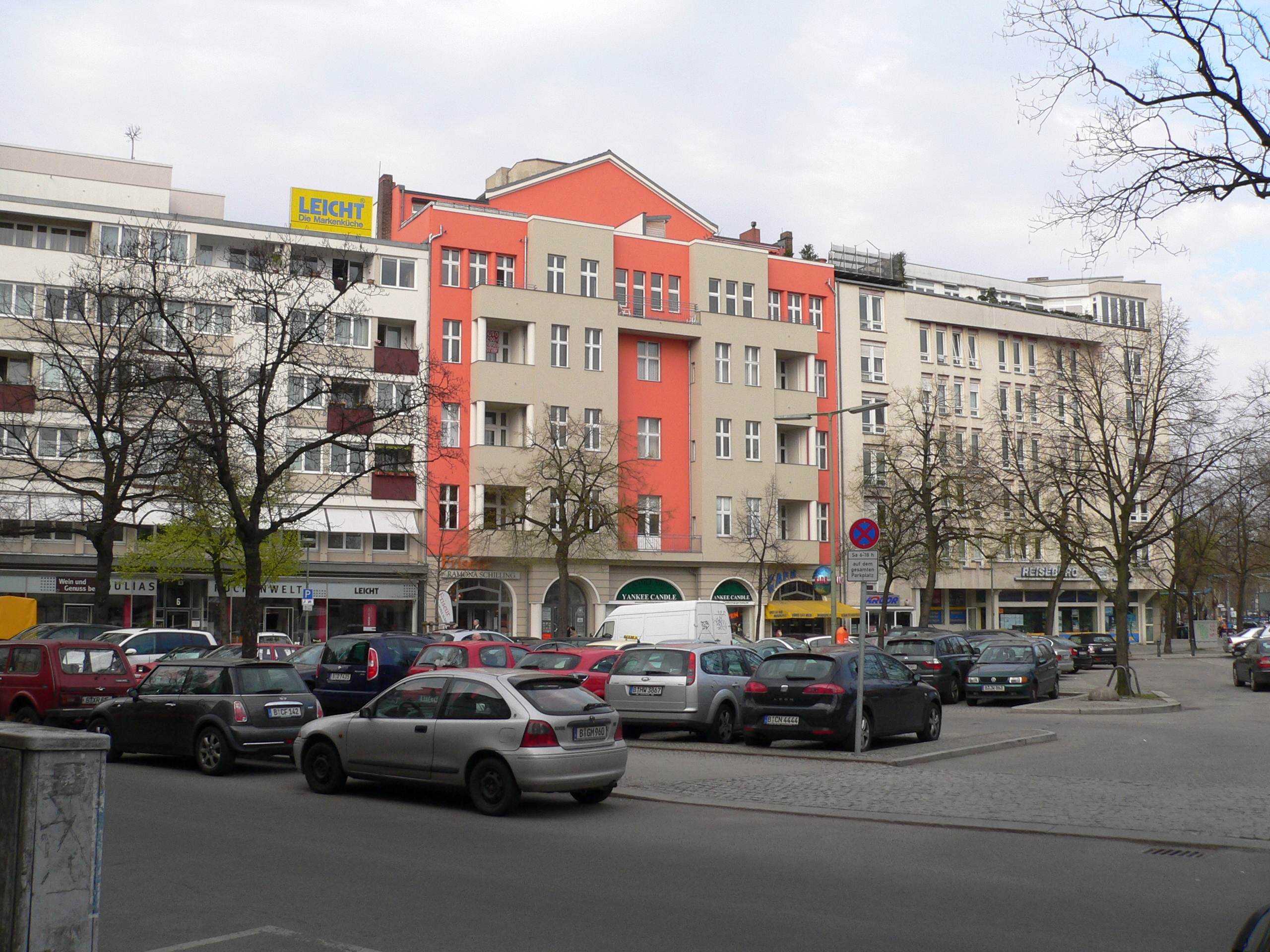
Lehniner Platz vor Neugestaltung
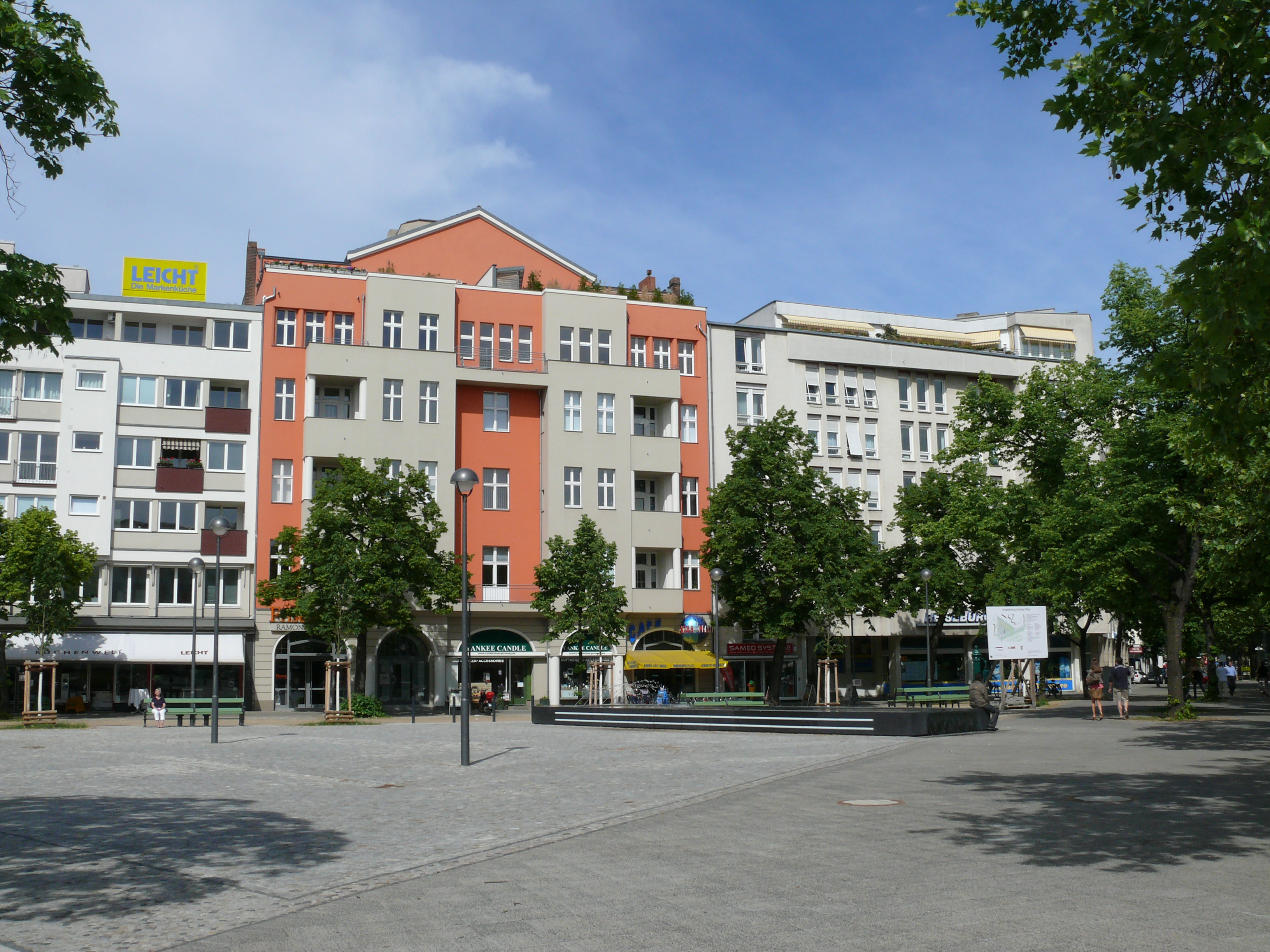
Neu gestaltete Nordseite des Lehniner Platzes
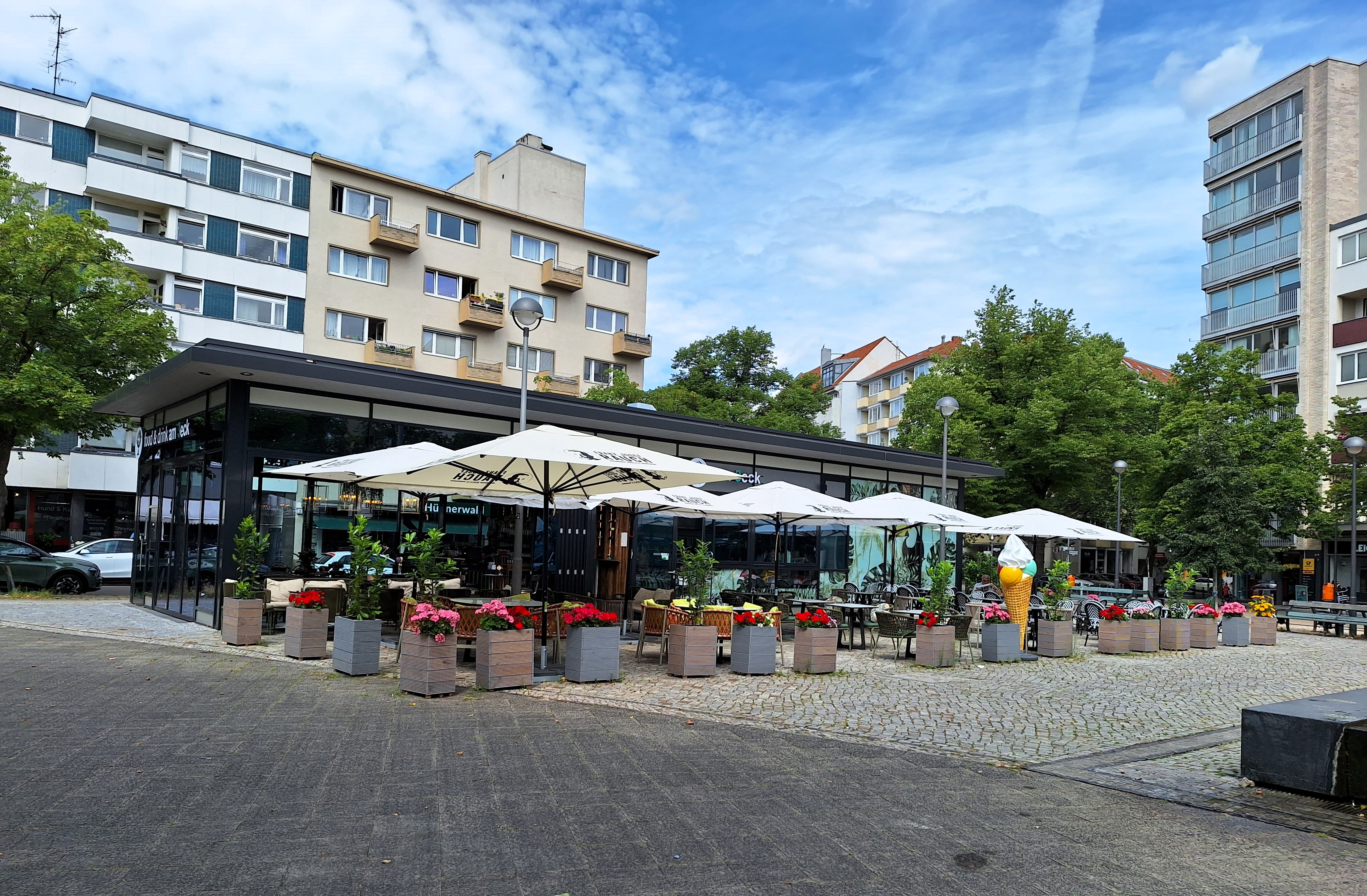
Neu errichtetes Café
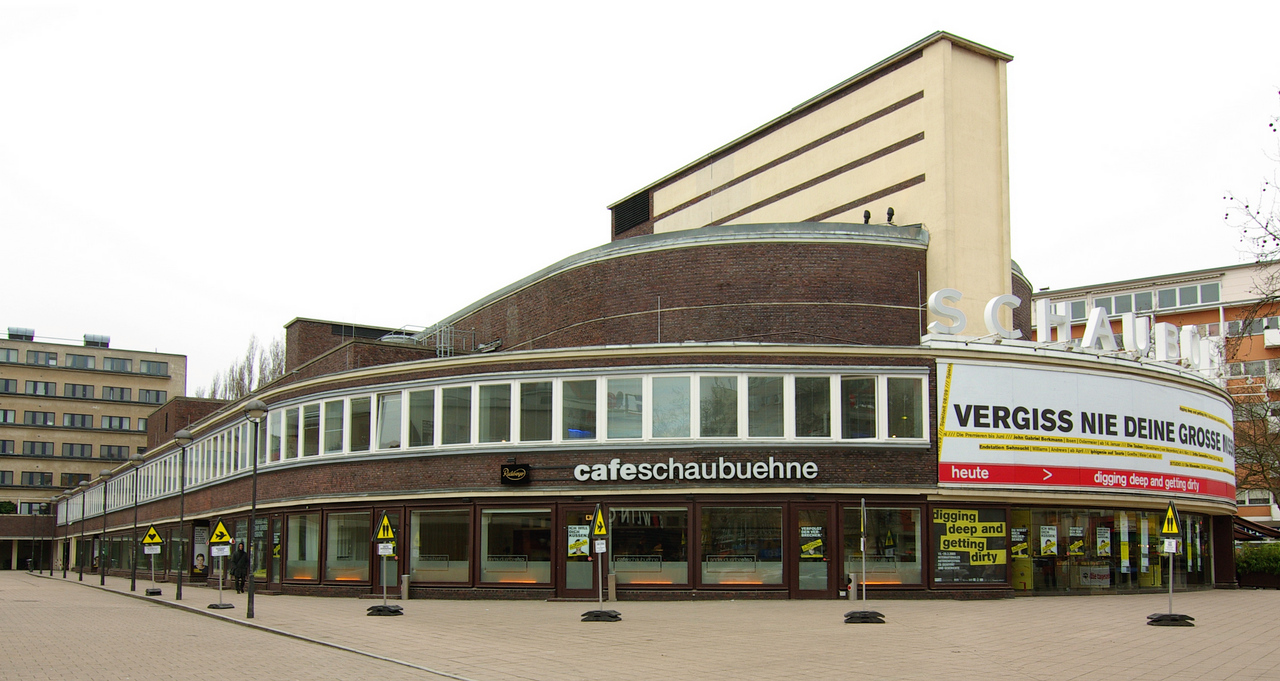
Schaubühne am Lehniner Platz, Südseite
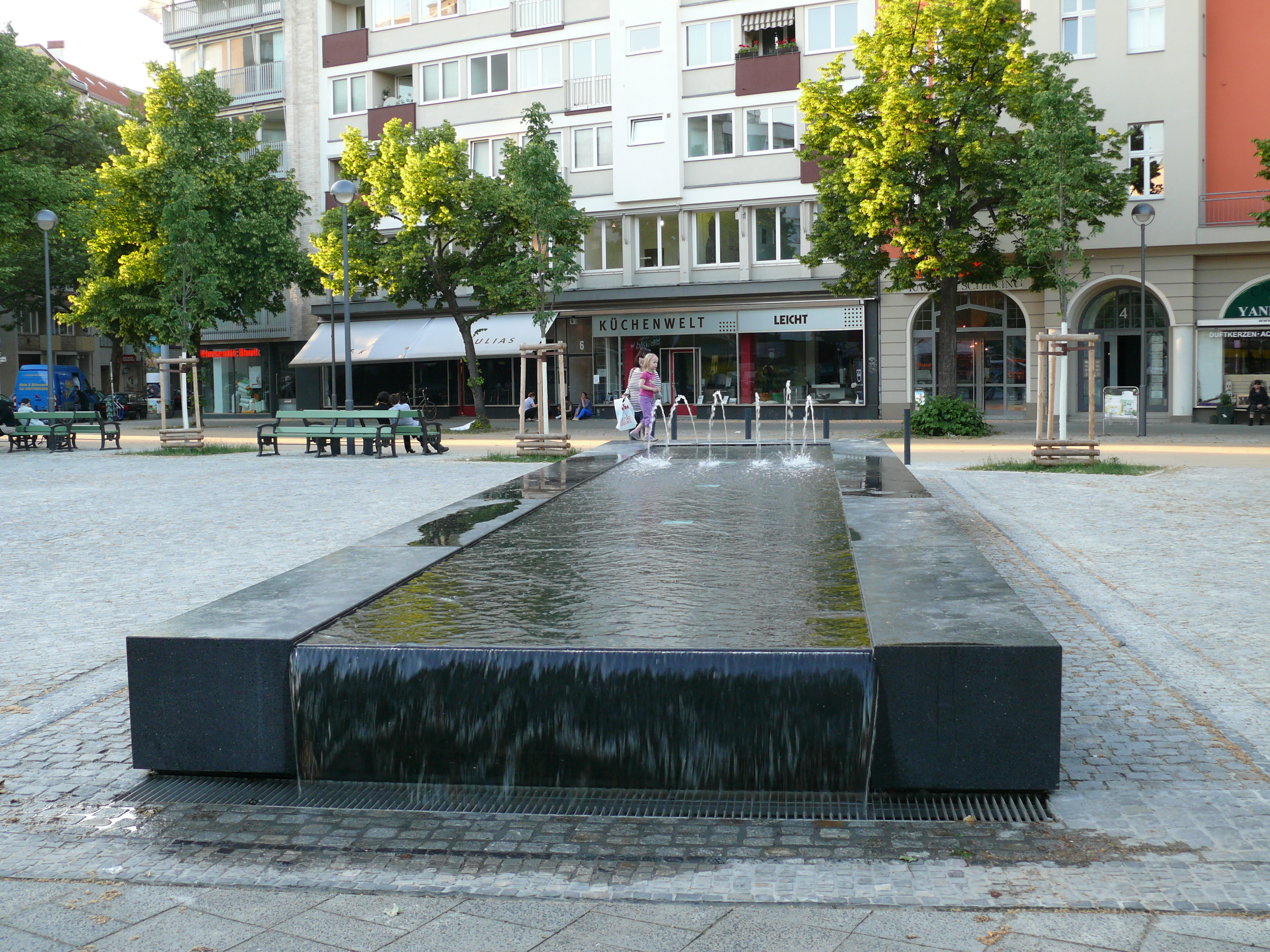
Wasserspiele